# Kenny Brown (calciatore)
Kenneth James Brown, conosciuto principalmente come Kenny Brown (Barking, 11 luglio 1967) è un ex calciatore inglese, di ruolo difensore.

## Biografia
Suo padre Ken Brown è un ex allenatore e calciatore professionista (ha allenato il Norwich City, club in cui Kenny ha fatto il suo esordio tra i professionisti); dal 1985 al 1987 e dal 1988 al 1990 Kenny ha giocato in club allenati dal padre.

## Caratteristiche tecniche
Giocava principalmente come terzino destro, ma all'occorrenza era in grado di giocare anche sulla fascia opposta.

## Carriera

### Giocatore
Viene aggregato alla prima squadra del Norwich City, club di prima divisione, nella stagione 1985-1986; fa il suo esordio nel novembre del 1986 in una partita di campionato contro l'Oxford Utd. Complessivamente tra il 1985 ed il 1988 gioca 28 partite ufficiali nel club, 25 delle quali in campionato; a seguito dell'esonero di suo padre Ken nel 1987 anche Kenny decide di lasciare il club, venendo ceduto nel 1988 al Plymouth, club di seconda divisione, allenato da suo padre.
Resta nel Plymouth per complessive 3 stagioni, tutte in seconda divisione, nelle quali totalizza 126 presenze e 4 reti in campionato; passa quindi al West Ham Utd, dove tra il 1991 ed il 1995 mette a segno 5 reti in 63 partite di campionato (con 3 stagioni su 4 disputate in prima divisione e la rimanente con una promozione dalla seconda alla prima divisione).
Nelle stagioni 1995-1996 e 1996-1997 viene ripetutamente ceduto in prestito dal West Ham ad altri club, tutti fra seconda e terza divisione: gioca infatti con Huddersfield Town, Reading, Southend Utd, Crystal Palace, nuovamente Reading ed infine Birmingham City, club che lo riscatta a titolo definitivo e che in seguito lo cede al Millwall, con cui nella stagione 1997-1998 Brown disputa 45 partite in terza divisione; dopo ulteriori 4 presenze in questa categoria con il Gillingham, gioca nei semiprofessionisti del Kingstonian e poi nella prima divisione gallese con Portadown e, dal 2000 al 2003, Barry Town (club di cui è contemporaneamente anche allenatore), con cui gioca anche 5 partite nei turni preliminari di Champions League; chiude infine la carriera giocando nei semiprofessionisti del Tilbury ed infine con gli spagnoli del CD Torrevieja.

### Allenatore
Dopo la già citata esperienza da giocatore/allenatore del Barry Town, con cui vince 3 campionati gallesi e 3 Coppe del Galles consecutive, dal 2006 al 2009 allena i semiprofessionisti spagnoli del Jávea.
Tra il 2009 ed il 2013 allena invece in patria, in vari club delle serie minori, principalmente come vice o come allenatore delle giovanili (l'unica ulteriore squadra in cui allena in prima squadra sono i dilettanti del Tooting & Mitcham United, nella stagione 2011-2012).

## Palmarès

### Giocatore

#### Competizioni nazionali
- Campionato inglese di seconda divisione: 1

Norwich City: 1985-1986
- Campionato gallese: 3

Barry Town: 2000-2001, 2001-2002, 2002-2003
- Coppa del Galles: 3

Barry Town: 2000-2001, 2001-2002, 2002-2003

### Allenatore

#### Competizioni nazionali
- Campionato gallese: 3

Barry Town: 2000-2001, 2001-2002, 2002-2003
- Coppa del Galles: 3

Barry Town: 2000-2001, 2001-2002, 2002-2003